# サルノ
サルノ（伊: Sarno）は、イタリア共和国カンパニア州サレルノ県にある、人口約32,000人の基礎自治体（コムーネ）。

## 地理

### 位置・広がり

#### 隣接コムーネ
隣接するコムーネは以下の通り。括弧内のAVはアヴェッリーノ県、NAはナポリ県所属を示す。
- カステル・サン・ジョルジョ
- ラウロ (AV)
- ノチェーラ・インフェリオーレ
- パルマ・カンパーニア (NA)
- クインディチ (AV)
- サン・ヴァレンティーノ・トーリオ
- シアーノ
- ストリアーノ (NA)